# Wilcze Oko
Wilcze Oko – osada w Polsce położona w województwie wielkopolskim, w powiecie ostrzeszowskim, w gminie Kobyla Góra.